# Tour de Francia 2019
La 106.ª edición del Tour de Francia fue una carrera de ciclismo en ruta por etapas que se celebró entre el 6 y el 28 de julio de 2019 sobre una distancia total de 3460 kilómetros repartidos en 21 etapas con inicio en la ciudad de Bruselas en Bélgica, seguido por otras dos etapas en dicho país, y las restantes 18 etapas en territorio francés para terminar en el tradicional circuito por los Campos Elíseos en París.
La etapa inaugural que marca el gran comienzo de la ronda francesa se llevó a cabo el 6 de julio de 2019 con un circuito de 192 kilómetros por el área metropolitana de Bruselas como homenaje a Eddy Merckx. El recorrido de la Grande Boucle 2019 ofrece un programa de alta montaña muy rompepiernas, ideal para escaladores con 30 puertos categorizados entre HC (fuera de categoría), primera y segunda clase; asimismo, esta edición presentará cinco finales en alto con tres metas por encima de los 2000 metros: como será en el mítico Tourmalet (etapa 14.ª), en Tignes (etapa 19.ª) y en la estación de esquí de Val Thorens (etapa 20.ª) en los Alpes franceses.
Los 3460 kilómetros de recorrido que comprenden las 21 etapas de la carrera están divididos en dos contrarreloj (una individual y otra por equipos), ocho etapas para velocistas, cinco etapas de media montaña y seis etapas de alta montaña de las cuales cinco son finales en alto. El Tour incluye un total de 26 montañas y colinas de categoría .HC, primera y segunda clase.
La carrera es la más importante de las denominadas Grandes Vueltas de la temporada y forma parte del circuito UCI WorldTour 2019 dentro de la categoría 2.UWT siendo la vigésima séptima competición del calendario de máxima categoría mundial.
El vencedor final fue el colombiano Egan Bernal del INEOS, convirtiéndose así en el primer ciclista latinoamericano en lograrlo. Lo acompañaron en el podio el británico Geraint Thomas como segundo clasificado, compañero de equipo de Egan, y el neerlandés Steven Kruijswijk del Jumbo-Visma en tercera posición.

## Equipos participantes
Para otros detalles, ver sección: Ciclistas participantes y posiciones finales
Tomaron parte en la carrera veintidós equipos, de los cuales asisten por derecho propio los dieciocho equipos de categoría UCI WorldTour 2019 y cuatro equipos de categoría Profesional Continental invitados por la organización quienes conforman un pelotón de 176 ciclistas de los que acabaron 155. Los equipos participantes fueron:
| WorldTeams (18)- AG2R La Mondiale - Astana - Bahrain-Merida - Bora-hansgrohe - CCC Team - Deceuninck-Quick Step - Dimension Data - EF Education First - Groupama-FDJ - Team Jumbo-Visma - Katusha-Alpecin - Lotto Soudal - Mitchelton-Scott - Movistar Team - Ineos - Team Sunweb - Trek-Segafredo - UAE Team Emirates Equipos continentales profesionales (4)- Arkéa-Samsic - Cofidis, Solutions Crédits - Total Direct Énergie - Wanty-Groupe Gobert |
| |

## Favoritos
- Geraint Thomas (INEOS): El vigente ganador del Tour llega con 33 años como líder del INEOS y con el camino libre ante la ausencia de Chris Froome para revalidar el título obtenido en la edición anterior. Durante la temporada 2019 ha tenido pocos días de competición y vio truncada su puesta a punto final con una caída y abandono en la reciente edición de Vuelta a Suiza, pero confía en llegar preparado luego de los entrenamientos posteriores realizados. Para la presente edición compartirá el liderazgo del equipo con el ciclista colombiano Egan Bernal.[6]

- Egan Bernal (INEOS): Luego de ver truncada su participación como líder del Team INEOS para el Giro de Italia 2019 tras una caída y fractura de clavícula antes del inicio de la carrera, el ciclista colombiano de 22 años llega compartiendo el liderazgo del equipo con el ciclista británico Geraint Thomas,[6] tras su debut en la edición anterior en donde jugó un rol determinante en la victoria de Geraint Thomas y la tercera posición obtenida por Chris Froome.[7] Así mismo en la presente temporada ha mostrado un gran estado de forma tras su victoria en marzo en la París-Niza 2019 y tras exhibirse recientemente en la Vuelta a Suiza con victoria en la clasificación general y un triunfo de etapa.

- Romain Bardet (Ag2r La Mondiale): A sus 28 años, el ciclista francés segundo en la edición 2016 y tercero en 2017 intentará subir a lo más alto del podio tras llevar 5 top 10 consecutivos en la cita gala.[8] Durante la temporada 2019 ha tenido actuaciones regulares estando en el top 10 de carreras del UCI WorldTour como el Critérium del Dauphiné (10.º), la Amstel Gold Race (9.º) y París-Niza (5.º).

- Jakob Fuglsang (Astana): El ciclista danés de 34 años, llega en un muy buen estado de forma luego de haber obtenido su segunda victoria en el Critérium del Dauphiné y su primer monumento con la Lieja-Bastoña-Lieja 2019. Sin embargo su desempeño en carreras de tres semanas solo le permite mostrar como mejor resultado un 7.º puesto en el Tour de Francia 2013 y así mismo, un 12.º lugar en el Giro 2016 y en la edición anterior del Tour.[9]

- Nairo Quintana (Movistar Team): Luego de haber estado en el podio con 2 segundos lugares en las ediciones 2013 y 2015 y un tercer lugar en 2016, el ciclista colombiano de 29 años, ganador del Giro 2014 y la Vuelta 2016 está ante una de las mejores oportunidades para obtener el triunfo en el Tour y convertirse en el primer ciclista no europeo y octavo en la historia en conseguir ganar las tres grandes vueltas. Para esto deberá lograr alcanzar el nivel de fortaleza y regularidad en la montaña exhibidos en temporadas anteriores.[10] En la presente temporada llega precedido de un 2.º lugar en la exigente París-Niza.

- Rigoberto Urán (EF Education First): Segundo en el Tour 2017 y segundo en el Giro de Italia en las ediciones 2013 y 2014, llega a sus 32 años como líder del EF Education First tras una temporada con pocos días de competición marcados por una fractura de clavícula en la pasada edición de la París-Niza, pero con un buen nivel de forma mostrado con un tercer lugar en la Ruta de Occitania.[11] Contará con el apoyo del ciclista Tejay van Garderen para las etapas de montaña.

- Vincenzo Nibali (Bahrain Merida): El ciclista italiano de 34 años ganador de las 3 Grandes Vueltas con una Vuelta en 2010, un Tour en 2014 y 2 Giros en las ediciones 2013 y 2016, ha optado por hacer el doblete Giro-Tour y llega luego de obtener el segundo puesto en la pasada edición del Giro, por lo que sus posibilidades en la presente edición del Tour dependerán del nivel de recuperación alcanzado.[12]

- Mikel Landa (Movistar Team): El ciclista español de 29 años viene de disputar el Giro 2019 en donde ocupó el 4.º lugar mostrando progresión en dicha carrera y recuperación de sus lesiones. Buscará completar el doblete con el Tour y entrar en las posiciones de podio para superar el cuarto lugar obtenido en la edición 2017. Sus posibilidades en la presente edición del Tour dependerán del nivel de recuperación alcanzado tras su participación en el Giro y de las estrategias de equipo que se planteen en conjunto con Nairo Quintana.[cita requerida]

- Alejandro Valverde (Movistar Team): El campeón del mundo llega a sus 39 años como apoyo de Nairo Quintana y Mikel Landa, sin embargo su regularidad y liderazgo en el equipo, así como el nivel de forma mostrado con un triunfo de etapa y la victoria final en la pasada Ruta de Occitania lo muestran como un candidato fuerte a seguir. Su mejor posición la obtuvo en el Tour 2015 con un 3.er lugar.[cita requerida]

- Steven Kruijswijk (Jumbo-Visma). El ciclista neerlandés de 33 años llega como líder del Jumbo-Visma ante la ausencia del esloveno Primož Roglič[13] y buscará alcanzar su primer podio en grandes vueltas luego de haber estado cerca de triunfar en el Giro de Italia 2016 en donde una caída en la etapa 19 lo privó de sus posibilidades de triunfo y lo resignó al 4.º lugar. Así mismo, le precede un 5.º lugar en el Tour 2018 y un 4.º lugar en la Vuelta 2018.

- Thibaut Pinot (Groupama-FDJ): El ciclista francés de 29 años ha venido recuperando posiciones destacadas en el pelotón internacional, tras haber logrado su primer monumento con el Giro de Lombardía 2018 y mostrar más ambición en la montaña. Buscará superar el tercer lugar obtenido en el Tour 2014.[cita requerida]

- Enric Mas (Deceuninck-Quick Step): El ciclista español de 24 años, buscará mantener su progresión luego del 2.º lugar obtenido en la pasada edición de la Vuelta a España alcanzado tras una exhibición en la etapa 20, con ascenso al Collado de la Gallina.[14]

- Adam Yates (Mitchelton-Scott): El ciclista británico de 26 años buscará superar el cuarto lugar obtenido en el Tour 2016 y emular el nivel mostrado en grandes vueltas por su gemelo Simon, quien lo acompañará en la carrera.[15]

## Recorrido
El Tour de Francia dispone de veintiún etapas distribuidas así: ocho etapas llanas, cinco etapas de media montaña, seis etapas de montaña con cinco llegadas en alto (La Planche des Belles Filles, Tourmalet, Prat d'Albis, Tignes y Val Thorens), dos etapas de contrarreloj y dos jornadas de descanso para un recorrido total de 3460 kilómetros.
| Etapa      | Fecha     | Recorrido                                 | type                     | Distancia (km) | Ganador            | Líder              |
| ---------- | --------- | ----------------------------------------- | ------------------------ | -------------- | ------------------ | ------------------ |
| 1.ª etapa  | 6 de jul  | Bruselas – Bruselas                       | etapa llana              | 194,5          | Mike Teunissen     | Mike Teunissen     |
| 2.ª etapa  | 7 de jul  | Bruselas – Bruselas                       | contrarreloj por equipos | 27,6           | Team Jumbo-Visma   | Mike Teunissen     |
| 3.ª etapa  | 8 de jul  | Binche – Épernay                          | etapa escarpada          | 215            | Julian Alaphilippe | Julian Alaphilippe |
| 4.ª etapa  | 9 de jul  | Reims – Nancy                             | etapa llana              | 213,5          | Elia Viviani       | Julian Alaphilippe |
| 5.ª etapa  | 10 de jul | Saint-Dié-des-Vosges – Colmar             | etapa escarpada          | 175,5          | Peter Sagan        | Julian Alaphilippe |
| 6.ª etapa  | 11 de jul | Mulhouse – La Planche des Belles Filles   | etapa de montaña         | 160,5          | Dylan Teuns        | Giulio Ciccone     |
| 7.ª etapa  | 12 de jul | Belfort – Chalon-sur-Saône                | etapa llana              | 230            | Dylan Groenewegen  | Giulio Ciccone     |
| 8.ª etapa  | 13 de jul | Mâcon – Saint-Étienne                     | etapa escarpada          | 200            | Thomas de Gendt    | Julian Alaphilippe |
| 9.ª etapa  | 14 de jul | Saint-Étienne – Brioude                   | etapa escarpada          | 170,5          | Daryl Impey        | Julian Alaphilippe |
| 10.ª etapa | 15 de jul | Saint-Flour – Albi                        | etapa llana              | 217,5          | Wout van Aert      | Julian Alaphilippe |
|            | 16 de jul | Día de descanso                           | Día de descanso          |                |                    |                    |
| 11.ª etapa | 17 de jul | Albi – Toulouse                           | etapa llana              | 167            | Caleb Ewan         | Julian Alaphilippe |
| 12.ª etapa | 18 de jul | Toulouse – Bagnères-de-Bigorre            | etapa de montaña         | 209,5          | Simon Yates        | Julian Alaphilippe |
| 13.ª etapa | 19 de jul | Pau – Pau                                 | contrarreloj individual  | 27,2           | Julian Alaphilippe | Julian Alaphilippe |
| 14.ª etapa | 20 de jul | Tarbes – Col du Tourmalet                 | etapa de montaña         | 117,5          | Thibaut Pinot      | Julian Alaphilippe |
| 15.ª etapa | 21 de jul | Limoux – Foix                             | etapa de montaña         | 185            | Simon Yates        | Julian Alaphilippe |
|            | 22 de jul | Día de descanso                           | Día de descanso          |                |                    |                    |
| 16.ª etapa | 23 de jul | Nimes – Nimes                             | etapa llana              | 177            | Caleb Ewan         | Julian Alaphilippe |
| 17.ª etapa | 24 de jul | puente del Gard – Gap                     | etapa escarpada          | 200            | Matteo Trentin     | Julian Alaphilippe |
| 18.ª etapa | 25 de jul | Embrun – Valloire                         | etapa de montaña         | 208            | Nairo Quintana     | Julian Alaphilippe |
| 19.ª etapa | 26 de jul | Saint-Jean-de-Maurienne – Col de l'Iseran | etapa de montaña         | 89             | etapa neutralizada | Egan Bernal        |
| 20.ª etapa | 27 de jul | Albertville – Val Thorens                 | etapa de montaña         | 59,5           | Vincenzo Nibali    | Egan Bernal        |
| 21.ª etapa | 28 de jul | Rambouillet – París                       | etapa llana              | 128            | Caleb Ewan         | Egan Bernal        |

## Clasificaciones finales
- Las clasificaciones finalizaron de la siguiente forma:

### Clasificación general(Maillot Jaune)
| \| Clasificación general \| Clasificación general \| Clasificación general \| Clasificación general \| Clasificación general \| \| Ciclista \| Ciclista \| Equipo \| Tiempo \| \| \| --------------------- \| --------------------- \| -------------------------- \| --------------------- \| --------------------- \| \| 1.º \| Egan Bernal \| Team Ineos \| 82 h 57 min 00 s \| \| \| 2.º \| Geraint Thomas \| Team Ineos \| + 1 min 11 s \| \| \| 3.º \| Steven Kruijswijk \| Team Jumbo-Visma \| + 1 min 31 s \| \| \| 4.º \| Emanuel Buchmann \| Bora-Hansgrohe \| + 1 min 56 s \| \| \| 5.º \| Julian Alaphilippe \| Deceuninck-Quick Step \| + 4 min 05 s \| \| \| 6.º \| Mikel Landa \| Movistar Team \| + 4 min 23 s \| \| \| 7.º \| Rigoberto Urán \| EF Education First \| + 5 min 15 s \| \| \| 8.º \| Nairo Quintana \| Movistar Team \| + 5 min 30 s \| \| \| 9.º \| Alejandro Valverde \| Movistar Team \| + 6 min 12 s \| \| \| 10.º \| Warren Barguil \| Arkéa-Samsic \| + 7 min 32 s \| \| \| 11.º \| Richie Porte \| Trek-Segafredo \| + 12 min 42 s \| \| \| 12.º \| Guillaume Martin \| Wanty-Gobert \| + 22 min 08 s \| \| \| 13.º \| David Gaudu \| Groupama-FDJ \| + 23 min 58 s \| \| \| 14.º \| Fabio Aru \| UAE Team Emirates \| + 27 min 36 s \| \| \| 15.º \| Romain Bardet \| AG2R La Mondiale \| + 30 min 23 s \| \| \| 16.º \| Roman Kreuziger \| Dimension Data \| + 36 min 09 s \| \| \| 17.º \| Sébastien Reichenbach \| Groupama-FDJ \| + 44 min 29 s \| \| \| 18.º \| Daniel Martin \| UAE Team Emirates \| + 45 min 21 s \| \| \| 19.º \| Alexéi Lutsenko \| Astana \| + 48 min 52 s \| \| \| 20.º \| Jesús Herrada \| Cofidis, Solutions Crédits \| + 51 min 57 s \| \| \| 21.º \| Xandro Meurisse \| Wanty-Gobert \| + 56 min 47 s \| \| \| 22.º \| Enric Mas \| Deceuninck-Quick Step \| + 58 min 20 s \| \| \| 23.º \| Laurens De Plus \| Team Jumbo-Visma \| + 1 h 02 min 44 s \| \| \| 24.º \| George Bennett \| Team Jumbo-Visma \| + 1 h 04 min 40 s \| \| \| 25.º \| Gregor Mühlberger \| Bora-Hansgrohe \| + 1 h 04 min 40 s \| \| |                       |                            |                   |
| |                       |                            |                   |
| Fuente: ProCyclingStats |                       |                            |                   |
| Clasificación general |                       |                            |                   |
| Ciclista | Ciclista              | Equipo                     | Tiempo            |
| 1.º | Egan Bernal           | Team Ineos                 | 82 h 57 min 00 s  |
| 2.º | Geraint Thomas        | Team Ineos                 | + 1 min 11 s      |
| 3.º | Steven Kruijswijk     | Team Jumbo-Visma           | + 1 min 31 s      |
| 4.º | Emanuel Buchmann      | Bora-Hansgrohe             | + 1 min 56 s      |
| 5.º | Julian Alaphilippe    | Deceuninck-Quick Step      | + 4 min 05 s      |
| 6.º | Mikel Landa           | Movistar Team              | + 4 min 23 s      |
| 7.º | Rigoberto Urán        | EF Education First         | + 5 min 15 s      |
| 8.º | Nairo Quintana        | Movistar Team              | + 5 min 30 s      |
| 9.º | Alejandro Valverde    | Movistar Team              | + 6 min 12 s      |
| 10.º | Warren Barguil        | Arkéa-Samsic               | + 7 min 32 s      |
| 11.º | Richie Porte          | Trek-Segafredo             | + 12 min 42 s     |
| 12.º | Guillaume Martin      | Wanty-Gobert               | + 22 min 08 s     |
| 13.º | David Gaudu           | Groupama-FDJ               | + 23 min 58 s     |
| 14.º | Fabio Aru             | UAE Team Emirates          | + 27 min 36 s     |
| 15.º | Romain Bardet         | AG2R La Mondiale           | + 30 min 23 s     |
| 16.º | Roman Kreuziger       | Dimension Data             | + 36 min 09 s     |
| 17.º | Sébastien Reichenbach | Groupama-FDJ               | + 44 min 29 s     |
| 18.º | Daniel Martin         | UAE Team Emirates          | + 45 min 21 s     |
| 19.º | Alexéi Lutsenko       | Astana                     | + 48 min 52 s     |
| 20.º | Jesús Herrada         | Cofidis, Solutions Crédits | + 51 min 57 s     |
| 21.º | Xandro Meurisse       | Wanty-Gobert               | + 56 min 47 s     |
| 22.º | Enric Mas             | Deceuninck-Quick Step      | + 58 min 20 s     |
| 23.º | Laurens De Plus       | Team Jumbo-Visma           | + 1 h 02 min 44 s |
| 24.º | George Bennett        | Team Jumbo-Visma           | + 1 h 04 min 40 s |
| 25.º | Gregor Mühlberger     | Bora-Hansgrohe             | + 1 h 04 min 40 s |

### Clasificación por puntos(Maillot Vert)
| Clasificación por puntos | Clasificación por puntos | Clasificación por puntos | Clasificación por puntos | Clasificación por puntos |
| Ciclista                 | Ciclista                 | Equipo                   | Puntos                   |                          |
| ------------------------ | ------------------------ | ------------------------ | ------------------------ | ------------------------ |
| 1.º                      | Peter Sagan              | Bora-Hansgrohe           | 316 pts                  |                          |
| 2.º                      | Caleb Ewan               | Lotto-Soudal             | 248 pts                  |                          |
| 3.º                      | Elia Viviani             | Deceuninck-Quick Step    | 224 pts                  |                          |
| 4.º                      | Sonny Colbrelli          | Bahrain-Merida           | 209 pts                  |                          |
| 5.º                      | Michael Matthews         | Team Sunweb              | 201 pts                  |                          |
| 6.º                      | Matteo Trentin           | Mitchelton-Scott         | 192 pts                  |                          |
| 7.º                      | Jasper Stuyven           | Trek-Segafredo           | 167 pts                  |                          |
| 8.º                      | Greg Van Avermaet        | CCC Team                 | 149 pts                  |                          |
| 9.º                      | Dylan Groenewegen        | Team Jumbo-Visma         | 146 pts                  |                          |
| 10.º                     | Julian Alaphilippe       | Deceuninck-Quick Step    | 119 pts                  |                          |

### Clasificación de la montaña(Maillot à Pois Rouges)
| Clasificación de la montaña | Clasificación de la montaña | Clasificación de la montaña | Clasificación de la montaña | Clasificación de la montaña |
| Ciclista                    | Ciclista                    | Equipo                      | Puntos                      |                             |
| --------------------------- | --------------------------- | --------------------------- | --------------------------- | --------------------------- |
| 1.º                         | Romain Bardet               | AG2R La Mondiale            | 86 pts                      |                             |
| 2.º                         | Egan Bernal                 | Team Ineos                  | 78 pts                      |                             |
| 3.º                         | Tim Wellens                 | Lotto-Soudal                | 75 pts                      |                             |
| 4.º                         | Damiano Caruso              | Bahrain-Merida              | 67 pts                      |                             |
| 5.º                         | Vincenzo Nibali             | Bahrain-Merida              | 59 pts                      |                             |
| 6.º                         | Simon Yates                 | Mitchelton-Scott            | 59 pts                      |                             |
| 7.º                         | Nairo Quintana              | Movistar Team               | 58 pts                      |                             |
| 8.º                         | Alexéi Lutsenko             | Astana                      | 45 pts                      |                             |
| 9.º                         | Steven Kruijswijk           | Team Jumbo-Visma            | 44 pts                      |                             |
| 10.º                        | Mikel Landa                 | Movistar Team               | 42 pts                      |                             |

### Clasificación del mejor joven(Maillot Blanc)
| Clasificación del mejor joven | Clasificación del mejor joven | Clasificación del mejor joven | Clasificación del mejor joven | Clasificación del mejor joven |
| Ciclista                      | Ciclista                      | Equipo                        | Tiempo                        |                               |
| ----------------------------- | ----------------------------- | ----------------------------- | ----------------------------- | ----------------------------- |
| 1.º                           | Egan Bernal                   | Team Ineos                    | 82 h 57 min 00 s              |                               |
| 2.º                           | David Gaudu                   | Groupama-FDJ                  | + 23 min 58 s                 |                               |
| 3.º                           | Enric Mas                     | Deceuninck-Quick Step         | + 58 min 20 s                 |                               |
| 4.º                           | Laurens De Plus               | Team Jumbo-Visma              | + 1 h 02 min 44 s             |                               |
| 5.º                           | Gregor Mühlberger             | Bora-Hansgrohe                | + 1 h 04 min 40 s             |                               |
| 6.º                           | Giulio Ciccone                | Trek-Segafredo                | + 1 h 20 min 49 s             |                               |
| 7.º                           | Lennard Kämna                 | Team Sunweb                   | + 1 h 39 min 36 s             |                               |
| 8.º                           | Tiesj Benoot                  | Lotto-Soudal                  | + 2 h 07 min 28 s             |                               |
| 9.º                           | Nils Politt                   | Katusha-Alpecin               | + 2 h 14 min 28 s             |                               |
| 10.º                          | Élie Gesbert                  | Arkéa-Samsic                  | + 2 h 33 min 02 s             |                               |

### Clasificación por equipos(Classement par Équipe)
| Clasificación por equipos | Clasificación por equipos | Clasificación por equipos | Clasificación por equipos |
| Equipo                    | Equipo                    | Tiempo                    |                           |
| ------------------------- | ------------------------- | ------------------------- | ------------------------- |
| 1.º                       | Movistar Team             | 248 h 58 min 15 s         |                           |
| 2.º                       | Trek-Segafredo            | + 47 min 54 s             |                           |
| 3.º                       | Ineos                     | + 57 min 52 s             |                           |
| 4.º                       | EF Education First        | + 1 h 25 min 57 s         |                           |
| 5.º                       | Bora-hansgrohe            | + 1 h 29 min 30 s         |                           |
| 6.º                       | Groupama-FDJ              | + 1 h 42 min 29 s         |                           |
| 7.º                       | Team Jumbo-Visma          | + 1 h 52 min 55 s         |                           |
| 8.º                       | AG2R La Mondiale          | + 2 h 08 min 17 s         |                           |
| 9.º                       | UAE Team Emirates         | + 2 h 10 min 32 s         |                           |
| 10.º                      | Astana                    | + 2 h 27 min 37 s         |                           |

## Evolución de las clasificaciones
| Etapa                   |                          | Ganador _          | Clasificación general | Puntos         | Montaña           | Jóvenes        | Combatividad       | Equipo           |
| ----------------------- | ------------------------ | ------------------ | --------------------- | -------------- | ----------------- | -------------- | ------------------ | ---------------- |
| 1.ª etapa               | etapa llana              | Mike Teunissen     | Mike Teunissen        | Mike Teunissen | Greg Van Avermaet | Caleb Ewan     | Stéphane Rossetto  | Team Jumbo-Visma |
| 2.ª etapa               | contrarreloj por equipos | Team Jumbo-Visma   | Mike Teunissen        | Mike Teunissen | Greg Van Avermaet | Wout van Aert  | no otorgado        | Team Jumbo-Visma |
| 3.ª etapa               | etapa escarpada          | Julian Alaphilippe | Julian Alaphilippe    | Peter Sagan    | Tim Wellens       | Wout van Aert  | Tim Wellens        | Team Jumbo-Visma |
| 4.ª etapa               | etapa llana              | Elia Viviani       | Julian Alaphilippe    | Peter Sagan    | Tim Wellens       | Wout van Aert  | Michael Schär      | Team Jumbo-Visma |
| 5.ª etapa               | etapa escarpada          | Peter Sagan        | Julian Alaphilippe    | Peter Sagan    | Tim Wellens       | Wout van Aert  | Toms Skujiņš       | Team Jumbo-Visma |
| 6.ª etapa               | etapa de montaña         | Dylan Teuns        | Giulio Ciccone        | Peter Sagan    | Tim Wellens       | Giulio Ciccone | Tim Wellens        | Trek-Segafredo   |
| 7.ª etapa               | etapa llana              | Dylan Groenewegen  | Giulio Ciccone        | Peter Sagan    | Tim Wellens       | Giulio Ciccone | Yoann Offredo      | Trek-Segafredo   |
| 8.ª etapa               | etapa escarpada          | Thomas de Gendt    | Julian Alaphilippe    | Peter Sagan    | Tim Wellens       | Giulio Ciccone | Thomas de Gendt    | Trek-Segafredo   |
| 9.ª etapa               | etapa escarpada          | Daryl Impey        | Julian Alaphilippe    | Peter Sagan    | Tim Wellens       | Giulio Ciccone | Tiesj Benoot       | Trek-Segafredo   |
| 10.ª etapa              | etapa llana              | Wout van Aert      | Julian Alaphilippe    | Peter Sagan    | Tim Wellens       | Egan Bernal    | Natnael Berhane    | Movistar Team    |
| 11.ª etapa              | etapa llana              | Caleb Ewan         | Julian Alaphilippe    | Peter Sagan    | Tim Wellens       | Egan Bernal    | Aimé De Gendt      | Movistar Team    |
| 12.ª etapa              | etapa de montaña         | Simon Yates        | Julian Alaphilippe    | Peter Sagan    | Tim Wellens       | Egan Bernal    | Matteo Trentin     | Trek-Segafredo   |
| 13.ª etapa              | contrarreloj individual  | Julian Alaphilippe | Julian Alaphilippe    | Peter Sagan    | Tim Wellens       | Enric Mas      | no otorgado        | Trek-Segafredo   |
| 14.ª etapa              | etapa de montaña         | Thibaut Pinot      | Julian Alaphilippe    | Peter Sagan    | Tim Wellens       | Egan Bernal    | Élie Gesbert       | Movistar Team    |
| 15.ª etapa              | etapa de montaña         | Simon Yates        | Julian Alaphilippe    | Peter Sagan    | Tim Wellens       | Egan Bernal    | Mikel Landa        | Movistar Team    |
| 16.ª etapa              | etapa llana              | Caleb Ewan         | Julian Alaphilippe    | Peter Sagan    | Tim Wellens       | Egan Bernal    | Alexis Gougeard    | Movistar Team    |
| 17.ª etapa              | etapa escarpada          | Matteo Trentin     | Julian Alaphilippe    | Peter Sagan    | Tim Wellens       | Egan Bernal    | Matteo Trentin     | Trek-Segafredo   |
| 18.ª etapa              | etapa de montaña         | Nairo Quintana     | Julian Alaphilippe    | Peter Sagan    | Romain Bardet     | Egan Bernal    | Greg Van Avermaet  | Movistar Team    |
| 19.ª etapa              | etapa de montaña         | etapa neutralizada | Egan Bernal           | Peter Sagan    | Romain Bardet     | Egan Bernal    | no otorgado        | Movistar Team    |
| 20.ª etapa              | etapa de montaña         | Vincenzo Nibali    | Egan Bernal           | Peter Sagan    | Romain Bardet     | Egan Bernal    | Vincenzo Nibali    | Movistar Team    |
| 21.ª etapa              | etapa llana              | Caleb Ewan         | Egan Bernal           | Peter Sagan    | Romain Bardet     | Egan Bernal    | no otorgado        | Movistar Team    |
| Clasificaciones finales | Clasificaciones finales  |                    | Egan Bernal           | Peter Sagan    | Romain Bardet     | Egan Bernal    | Julian Alaphilippe | Movistar Team    |

## Ciclistas participantes y posiciones finales
Convenciones:
- AB-N: Abandono en la etapa "N"
- FLT-N: Retiro por llegada fuera del límite de tiempo en la etapa "N"
- NTS-N: No tomó la salida para la etapa "N"
- DES-N: Descalificado o expulsado en la etapa "N"

## Premiación
La cantidad del premio en efectivo individual no ha cambiado en comparación con las últimas ediciones. El premio en metálico asciende a un total de 2 291 700 euros. De estos, 1 138 800 euros para la clasificación general, 601 650 euros para la clasificación por etapas, 178 800 euros para la clasificación por equipos, 128 000 euros para la clasificación por puntos, 112 450 euros para la clasificación de la montaña, 66 000 euros para la clasificación al mejor joven, 56 000 euros para el ciclista más combativo y 10 000 euros para los premios especiales (Souvenir Jacques Goddet y Souvenir Henri Desgrange).
| Clasificación                                     | 1.        | 2.        | 3.        | 4.       | 5.       | 6.       | 7.       | 8.     | Por día |
| ------------------------------------------------- | --------- | --------- | --------- | -------- | -------- | -------- | -------- | ------ | ------- |
| Clasificación general Maillot Jaune               | 500 000 € | 200 000 € | 100 000 € | 70 000 € | 50 000 € | 23 000 € | 11 500 € | 7600 € | 500 €   |
| Clasificación por puntos Maillot Vert             | 25 000 €  | 15 000 €  | 10 000 €  | 4000 €   | 3500 €   | 3000 €   | 2500 €   | 2000 € | 300 €   |
| Clasificación de la montaña Maillot à Pois Rouges | 25 000 €  | 15 000 €  | 10 000 €  | 4000 €   | 3500 €   | 3000 €   | 2500 €   | 2000 € | 300 €   |
| Clasificación de los jóvenes Maillot Blanc        | 20 000 €  | 15 000 €  | 10 000 €  | 5000 €   | —        | —        | —        | —      | 300 €   |
| Clasificación por equipos Classement par Équipe   | 50 000 €  | 30 000 €  | 20 000 €  | 12 000 € | 8000 €   | —        | —        | —      | —       |
| Premio de la combatividad Prix de Combativité     | 20 000 €  | —         | —         | —        | —        | —        | —        | —      | —       |

El premio en efectivo en la clasificación general es el único que se entrega hasta el último lugar y asciende a 1000 € por cada ciclista desde el puesto 20.
| Ubicación                 | 1.       | 2.     | 3.     | Nota                                         |
| ------------------------- | -------- | ------ | ------ | -------------------------------------------- |
| Ganador de Etapa          | 11 000 € | 5500 € | 2800 € | Descendiendo hasta el puesto 20° (300 €)     |
| Metas Volante             | 1500 €   | 1000 € | 500 €  | 19 Metas Volantes en el Tour                 |
| Puerto de Montaña Cat. HC | 800 €    | 450 €  | 300 €  | 5 Puertos clasificados en el Tour            |
| Puerto de Montaña Cat. 1  | 650 €    | 400 €  | 150 €  | 13 Puertos clasificados en el Tour           |
| Puerto de Montaña Cat. 2  | 500 €    | 250 €  | —      | 12 Puertos clasificados en el Tour           |
| Puerto de Montaña Cat. 3  | 300 €    | —      | —      | 20 Puertos clasificados en el Tour           |
| Puerto de Montaña Cat. 4  | 200 €    | —      | —      | 15 Puertos clasificados en el Tour           |
| Mejor Joven               | 500 €    | —      | —      | Ciclista Joven mejor clasificado en la etapa |
| Ciclista más Combativo    | 2000 €   | —      | —      | Excepto contrarreloj y etapa final.          |
| Equipos                   | 2800 €   | —      | —      | El equipo más rápido de la etapa.            |

## UCI World Ranking
El Tour de Francia otorgó puntos para el UCI World Ranking para corredores de los equipos en las categorías UCI WorldTeam, Profesional Continental y Continental. Las siguientes tablas son el baremo de puntuación y los 10 corredores que obtuvieron más puntos:
| Posición                 | 1.º  | 2.º | 3.º | 4.º | 5.º | 6.º | 7.º | 8.º | 9.º | 10.º | 11.º | 12.º | 13.º | 14.º | 15.º | 16.º | 17.º | 18.º | 19.º | 20.º | 21.º-25.º | 26.º-30.º | 31.º-40.º | 41.º-50.º | 51.º-55.º | 56.º-60.º |
| Clasificación general    | 1000 | 800 | 675 | 575 | 475 | 400 | 325 | 275 | 225 | 175  | 150  | 125  | 105  | 85   | 75   | 70   | 65   | 60   | 55   | 50   | 40        | 30        | 25        | 20        | 15        | 10        |
| Por etapa                | 120  | 50  | 25  | 15  | 5   |     |     |     |     |      |      |      |      |      |      |      |      |      |      |      |           |           |           |           |           |           |
| Líder                    | 25   |     |     |     |     |     |     |     |     |      |      |      |      |      |      |      |      |      |      |      |           |           |           |           |           |           |
| Clasificación secundaria | 120  | 50  | 25  |     |     |     |     |     |     |      |      |      |      |      |      |      |      |      |      |      |           |           |           |           |           |           |

| Clasificación |                    |                       |         |        |       |            |         |
| Ciclista      | Ciclista           | Equipo                | General | Etapa  | Líder | Secundaria | Total   |
| ------------- | ------------------ | --------------------- | ------- | ------ | ----- | ---------- | ------- |
| 1.º           | Julian Alaphilippe | Deceuninck-Quick Step | 475     | 318,12 | 350   | -          | 1143,12 |
| 2.º           | Egan Bernal        | INEOS                 | 1000    | 31,25  | 50    | 50         | 1131,25 |
| 3.º           | Geraint Thomas     | INEOS                 | 800     | 76,25  | -     | -          | 876,25  |
| 4.º           | Steven Kruijswijk  | Jumbo-Visma           | 675     | 40     | -     | -          | 715     |
| 5.º           | Emanuel Buchmann   | Bora-Hansgrohe        | 575     | 30     | -     | -          | 605     |
| 6.º           | Caleb Ewan         | Lotto Soudal          | -       | 485    | -     | 50         | 535     |
| 7.º           | Mikel Landa        | Movistar              | 400     | 50     | -     | -          | 450     |
| 8.º           | Nairo Quintana     | Movistar              | 275     | 120    | -     | -          | 395     |
| 9.º           | Peter Sagan        | Bora-Hansgrohe        | -       | 255    | -     | 120        | 375     |
| 10.º          | Rigoberto Urán     | EF Education First    | 325     | 15     | -     | -          | 340     |

1. ↑  Solo clasificaciones de la regularidad y la montaña.